# Josef Felix Pompeckj
Josef Felix Pompeckj (Kolno, 10 maggio 1867 – Berlino, 8 luglio 1930) è stato un paleontologo e geologo tedesco.

## Biografia
Pompeckj è nato a Groß-Köllen (ora Kolno in Polonia), ha studiato geologia e paleontologia presso l'Università di Königsberg, ricevendo il dottorato nel 1890 con la tesi Die Trilobitenfauna der Ost- und westpreußischen Diluvialgeschiebe. Nel 1903 è diventato professore a Monaco di Baviera, e dal 1904 ha insegnato corsi di geologia e mineralogia presso l'istituto agrario di Hohenheim.
Nel 1907 si è trasferito all'Università di Gottinga, dove divenne professore ordinario di geologia e paleontologia. Dal 1913 ha lavorato come professore a Tubinga, poi nel 1917 si trasferisce all'Università di Berlino come successore di Wilhelm von Branca. A Berlino, è stato nominato direttore del Geologisch-Paläontologischen Institut und Museum.

## Pubblicazioni principali
- Pompeckj JF. Ueber Aucellen und Aucellen-ähnliche Formen. Neues Jahrbuch für Mineralogie, Geologie und Paläontologie. 1881
- Pompeckj JF. Uber Ammonoideen mit anormaler Wohnkammer.  Jahreshefte des Vereins für Vaterländische Naturkunde, 1884
- Pompeckj JF. Die Fauna des Cambriums von Tejřovic und Skrej in Böhmen. Jahrbuch der Geologischen Reichsanstalt, 1896
- Pompeckj JF. Uber Calymene Brongniart. Neues Jahrbüch für Mineralogie, 1898
- Pompeckj JF. Marines Mesozoikum von König Karls Land. Stockholm, Vet.-Akad. Öfvers., Arg, 1899
- Pompeckj JF. Pompeckj JF. Jura-Fossilien aus Alaska. Verhandlungen der Kaiserlichen Russischen Mineralogischen Gesellschaft zu St. Petersburg. Zweite Serie. Bd.XXXVIII. Nr.1. 239-282. 1900 PDF
- Pompeckj JF. Die Juraablagerungen zwischen Regensburg und Regenstauf. Geogn. Jahrb, 1901
- Pompeckj JF. Ueber Aucellen und Aucellen-ähnliche Formen.—Neues Jahrb. f. Min., Geol. u. Palaeontol. Bd XIV
- Pompeckj JF. Aus dem Tremadoc der Montagne Noire (Süd-Frankreich). Neues Jahrbuch fur Mineralogie, Geologie und Palaontologie, 1902
- Pompeckj JF. Die zoogeographischen Beziehungen zwischen den Jurameeren NW-und S-Deutschlands. J.-Ber. nieders. geol. Ver., Hannover, 1908
- Pompeckj JF. Über einen Fund von Mosasaurier-Resten im Ober-Senon von Haldem. 1910
- Pompeckj JF. Zur Rassenpersistenz der Ammoniten. Jahresbericht des Niedersachischen Geologischen Vereins, 1910
- Pompeckj JF. Amphineura-Palaontologie. Handworterbuch der Naturwissenschaften, 1912
- Pompeckj JF. Das Meer des Kupferschiefers. Sonderabdruck aus der Branca-Festschrift. (Leipzig, Gebrüder Borntraeger, 1914).
- Pompeckj JF. Die Bedeutung des Schwäbischen Jura für die Erdgeschichte. Stuttgart, 1914
- Kupferschiefer und Kupferschiefermeer. Zeitschrift der Deutschen Gesellschaft für Geowissenschaften, Band 72.   p. 329-339
- Pompeckj JF. Das Ohrskelett von Zeuglodon. Senckenbergiana, 1922
- Pompeckj JF. Ammoniten des Rhät
- Pompeckj JF. Ein neues Zeugnis uralten Lebens. Paläontologische Zeitschrift 9: 287–313. 1927
- Schuchert C, LeVene CM, Pompeckj JF. Brachiopoda:(generum et genotyporum index et bibliographia). 1929 W. Junk, Berlin